# 26P/Grigg-Skjellerup
O Cometa Grigg-Skjellerup (formalmente designado 26P/Grigg-Skjellerup) é um cometa periódico. Foi visitado pela sonda espacial Giotto em julho de 1992. Ele chegou perto do cometa de 200 km, mas não pode tirar fotos, porque alguns instrumentos da sonda foram danificados a partir de seu encontro com o cometa Halley.

## Descoberta e nomeação
O cometa foi descoberto em 1902, pelo astrônomo neozelandês John Grigg, e redescoberto em sua seguinte aparição em 1922 por John Francis Skjellerup, um australiano, que posteriormente, viveu e trabalhou há cerca de duas décadas na África do Sul, onde foi um membro fundador da Sociedade Astronômica da África . Esse cometa foi batizado com a união dos nomes de seu descobridor e redescobridor, respectivamente.
Em 1987, ele foi tardiamente descoberto por Lubor Kresák que o cometa tinha sido observado em 1808, pelo astrônomo Jean-Louis Pons.

## Sobrevoo da sonda Giotto
Devido ao seu periélio recente está perto da órbita da Terra ele se tornou um alvo fácil para o alcançar da missão Giotto (sonda espacial), em 1992, cuja principal missão era o Cometa Halley. Que fazia uma abordagem mais próxima do que o Grigg-Skjellerup de 200 km, muito mais perto do que a sua abordagem para o Cometa Halley, mas não foi capaz de obter imagens como a sua câmera foi destruído durante o encontro com o Halley em 1986.